# Leptodactylus pascoensis
Espèce
Statut de conservation UICN

 DD  : Données insuffisantes
Leptodactylus pascoensis est une espèce d'amphibiens de la famille des Leptodactylidae.

## Répartition
Cette espèce est endémique du Pérou. Elle se rencontre entre 780 et 2 500 m d'altitude à Chontilla dans la vallée du Río Iscozacin dans la province d'Oxapampa, région de Pasco et dans la Serranía de Sira dans la province de Puerto Inca, région de Huánuco,.

## Description
Leptodactylus pascoensis mesure de 60 à 61,5 mm pour les mâles et de 52,5 à 66,5 mm pour les femelles.

## Étymologie
Son nom d'espèce, composé de pasco et du suffixe latin -ensis, « qui vit dans, qui habite », lui a été donné en référence au lieu de sa découverte, la région de Pasco.

## Publication originale
- Heyer, 1994 : Variation within the Leptodactylus podicipinus-wagneri complex of frogs (Amphibia : Leptodactylidae). Smithsonian Contributions to Zoology, no 546, p. 1-124 (texte intégral).